# Lhotka (Berouni járás)
Lhotka település Csehországban, a Berouni járásban. Lhotka Hostomice, Jince és Lochovice településekkel határos. Lakosainak száma 370 fő (2024. január 1.).

## Népesség
A település lakosságának változását az alábbi diagram mutatja:
| Lakosok száma | 440  | 432  | 435  | 364  | 320  | 286  | 328  | 338  | 352  | 370  |
|               | 1869 | 1890 | 1921 | 1950 | 1980 | 2001 | 2017 | 2019 | 2022 | 2024 |